# Salon de thé à Moscou
Salon de thé à Moscou (en russe : Московский трактир) est un tableau du peintre russe Boris Koustodiev, réalisé en 1916.

## Description
À la fin du XIXe début du  XXe siècle apparaît en Russie un genre « non événementiel » : des peintures exprimant une situation sous-jacente sans évoquer la cause de la situation. Cela peut être des scènes bourgeoises d'un parfait ennui, ou des situations banales donnant l'impression que le temps s'est arrêté. Les thèmes ne sont pas toujours d'une gravité existentielle. Il s'agit ici de prêtres orthodoxes vieux-croyants qui savourent sagement leur après-midi de sortie en prenant le thé. La peinture révèle l'esprit satirique de Koustodiev.
Le tableau a été réalisé en 1916 et se trouve actuellement dans les collections de la Galerie Tretiakov.